# Мирмекоморфия
Мирмекоморфия (Ant mimicry, myrmecomorphy) — внешнее сходство с муравьями, один из видов мимикрии. В русскоязычной литературе термин впервые употреблен относительно недавно (Trjapitzin, 1999; Красильников, 2006).

## Описание
Мимикрия муравьёв («муравьиная мимикрия») связана с агрессивностью и ядовитостью этих многочисленных общественных насекомых, что может защищать сходных с ними других членистоногих от поедания хищниками (птицами, осами). Мирмекоморфные организмы известны среди 9 отрядов членистоногих (Mantodea, Orthoptera, Phasmida, Hemiptera, Thysanoptera, Coleoptera, Diptera, Lepidoptera, Hymenoptera). Описано более 2000 мирмекоморфных видов наземных членистоногих. За пределами типа членистоногих подражателями муравьев являются улитки и цветущие растения.
Улитка Allopeas myrmekophilos живёт в бивуаках полукочевых муравьёв рода Leptogenys.

## Пауки
Известно около 100 видов мирмекоморфных пауков из более чем 10 семейств, в том числе:
- Corinnidae (Myrmecium, Myrmecotypus)
- Salticidae (Myrmarachne)
- Zodariidae (Storena, Zodarion)

- Мирмекоморфный паук-прыгунчик (Salticidae)
- Самка паука Myrmarachne plataleoides в Таиланде имеет сходство с муравьём-ткачом (Oecophylla smaragdina)
- Самец паука Myrmarachne plataleoides сходен с рабочим муравьём, несущим другого рабочего
- Myrmarachne plataleoides

## Богомолы
Богомолы - хищные насекомые, но также могут быть съедены более крупными животными. Молодые возрасты нескольких богомолов, таких как коралловый богомол Tarachodes afzelii, являются бейтсовскими имитаторами муравьёв, но, видимо, не существует богомолов, которые имитировали бы модели любого другого таксона. При этом, молодые возрастные группы получают защиту от своего сходства с муравьями, в то время как более крупные и взрослые особи, не имитирующие муравьев, поедают муравьёв.
Богомол Mantillica nigricans (Бразилия) обладает внешним сходством с муравьём  вида Neoponera apicalis (Latreille) (Ponerinae).

## Diptera
В семействах мух Sepsidae, Richardiidae, Micropezidae
Двукрылые среди мух, похожие на муравьёв, включают виды из рода Sepsisoma (Richardiidae), которые имитируют формициновых муравьёв Camponotus crassus
Некоторые виды мух-ходуленожек Micropezidae напоминают муравьёв (особенно бескрылые, лишенные жужжалец Badisis ambulans), как и виды мух рода Syringogaster, которые «поразительно» напоминают муравьёв Pseudomyrmex и их трудно различить даже экспертам, пока они не взлетят.

## Жуки
Муравьежук Thanasimus formicarius (Cleridae). Также в семействах Staphylinidae, Anthicidae.
Многие паразитические коротконадкрылые жуки Staphylinidae марширующие с армейскими муравьями, разительно напоминают своих хозяев. Ярким примером является жук Ecitomorpha nevermanni, цвет которой варьируется в зависимости от цветовой вариации его хозяина кочевого муравья Eciton burchellii. Поскольку у муравьёв-кочевников рода Eciton плохое зрение, это, вероятно, пример бейтсовской мимикрии призванной избежать хищничества со стороны позвоночных.
Некоторые роды жуков-быстрянок Anthicidae внешне похожи на муравьёв, например Anthelephila cyanea. Поскольку Anthelephila не ассоциируется с муравьями, это предположительно бейтсовская мимикрия
Жуки-усачи рода Euderces мимикрируют муравьёв. E. velutinus сходен с Camponotus sericeiventris. Некоторые другие церамбициды также похожи на муравьев. Центральноамериканские усачи Mallocera spinicollis, Neoclytus и Diphyrama singularis очень похожи на жалящих муравьёв. Pseudomyrmecion ramalium весьма похож на Crematogaster scutellaris по размеру и окраске, и живут и находятся в непосредственной близости от него. В Северной Америке некоторые Anthoboscus, Cyrtophorus и Tillomorpha мимикрируют муравьёв. Cyrtinus pygmaeus сходен с муравьями Lasius niger americanus, а вид Michthisoma heterodoxum  имитирует мелких рабочих Camponotus pennsylvanicus.

## Клопы
Модификации частей тела, напоминающие муравьёв, известны в нескольких семействах клопов (Heteroptera): Alydidae, Colobathristidae, Enicocephalidae, Geocoridae, Largidae, Miridae, Nabidae, Oxycarenidae, Pyrrhocoridae, Rhyparochomidae, Saldidae, Pentatomidae (Pentamyrmex spinosus).
Среди мирмекоморфных полужесткокрылых (Hemiptera): Dulichius (семейство клопов Alydidae), слепняки Miridae: бескрылый клоп Myrmecoris gracilis, который питается тлями, в то время как Systellonotus triguttatus, у которого нимфы и самки сильно напоминают муравьёв, часто встречается рядом с муравьями. Самцы Formiscurra indicus (семейство Caliscelidae) похожи на муравьёв, но не самки.

## Палочники
Палочник Extatosoma tiaratum, напоминая высушенные колючие листья во взрослой жизни, вылупляется из яйца как копия муравья Leptomyrmex, с красной головой и черным телом. Длинный конец тела изогнут, чтобы форма тела казалась муравьиной, а движения беспорядочные, в то время как взрослые особи двигаются иначе, если вообще двигаются.
У некоторых видов яйца напоминают семена растений, полностью имитируя элайосомы (называемой «capitulum») как у растений, которые связаны с муравьями в мирмекохории. Эти яйца собирают муравьи и разносят по своим гнёздам. Капитулум удаляется и съедается, а яйца продолжают оставаться жизнеспособными.

## Перепончатокрылые
Мирмекоморфная триба Acroaspidiini Trjapitzin, 1973 (Новый Свет) из семейства Encyrtidae (Hymenoptera: Chalcidoidea) имеет бескрылых самок с узкой муравьиной талией (есть петиоль) и обычных для энциртид крылатых самцов.  Пример: Holcencyrtus myrmicoides Compere & Zinna, 1955 (Acroaspidia).

## Трипсы
Franklinothrips хищный род трипсов. Их самки имитируют муравьев по внешнему виду и поведению. Мимикрия муравьев также встречается у других родов Aeolothripidae, где она возникла независимо, например Aeolothrips albicinctus в Европе и A. bicolor в Северной Америке, австралийский вид Desmothrips reedi, Allelothrips с семью видами из Африки и Индии, Stomatothrips с восемью видами из Америка. Подобная мимикрия, вероятно, возникла как реакция на присутствие муравьев.

## Тактильная мимикрия
Форетические клещи рода Planodiscus (Uropodidae) по-видимому, использует тактильную или васманновскую мимикрию. Клещ прикрепляется к голени своего муравья-хозяина, Eciton hamatum. Скульптура кутикулы тела клеща, наблюдаемая под электронным микроскопом, очень похожа на cкульптурe ноги муравья, как и расположение и количество щетинок (сет). Предполагается, что эффект заключается в том, что, когда муравей ухаживает за своей ногой, тактильные ощущения такие же, как и при уходе без клещей.

## Галерея
- Мирмекоморфная муха (Sepsidae)
- Муравьежук Thanasimus formicarius
- Палочник Extatosoma tiaratum